# Германизам
Германизми су ријечи преузете из њемачког језика и прилагођене другом језику. У српском језику, германизми спадају у ријечи страног поријекла. Посебно су карактеристични за језике народа који су били под влашћу Аустроугарског царства, или под утицајем њемачке културе (српски, хрватски). Примјери германизама у српском језику поређани азбучним редом:
| германизам            | изворна реч                            | значење |
| --------------------- | -------------------------------------- | --- |
| анласер (м)           | (м)                                    | покретач мотора, електропокретач |
| ауспух (м)            | (м)                                    | издувна цев, издувник |
| блуза (ж)             | (ж)                                    | |
| бина (ж)              | (ж)                                    | позорница |
| бутер (м)             | (ж)                                    | маслац, путер |
| веш-машина (ж)        | (ж)                                    | машина за прање рубља |
| виклер (м)            | (м)                                    | увијач за косу, папилотна (види виклер)                                                                                             |
| виршла (ж)            | (с)                                    | хреновка, врста кобасице за кување                                                                                                  |
| гастарбајтер (м)      | (м)                                    | гостујући радник, радник у иностранству, инострани радник (види гастарбајтер)                                                       |
| гилиптер (м)          | (м, ж)                                 | У немачком „вољена особа, љубавник/-ца“, у српском има више, увек негативних контекста као: неотесан, безобразан у зрелим годинама. |
| гланц                 | (м)                                    | сјај |
| грунд, грунт (м)      | (м)                                    | земља која припада једном власнику, земљишни посјед                                                                                 |
| есцајг (м)            | (с) (само у Аустрији)                  | прибор за ручавање |
| келнер (м)            | (м)                                    | конобар |
| кифла (ж)             | (с)                                    | врста пецива у облику полумесеца, рог, рошчић (види кифла)                                                                          |
| кекс (м)              | (м, с)                                 | врста посластице (види кекс) |
| кнап                  |                                        | одговарајућ, таман |
| кнедла (ж)            | (м)                                    | ваљушак, врста теста (види кнедла)                                                                                                  |
| крамп (м)             | (м)                                    | пијук, будак, алатка за копање |
| кугла (ж)             | (ж)                                    | лопта |
| куплунг (ж)           | (ж)                                    | квачило |
| куфераши (мн)         | (мн)                                   | странци, дошљаци, придошлице (види куфераши)                                                                                        |
| куфер, кофер (м)      | (м)                                    | путна торба |
| курцшлус (м)          | (м)                                    | кратки (струјни) спој |
| луфт (м)              | (ж)                                    | ваздух |
| молер (м)             | (м)                                    | сликар занатлија, сликар уметник |
| парадајз (м)          |der Paradeiser (м) (само у Аустрији, у Јужном Тиролу) | |
| плац (м)              | (м)                                    | комад земље |
| рајсфершлус (м)       | (м)                                    | патент затварач |
| раткапа (ж)           | (ж)                                    | поклопац точка |
| руксак (м)            | (м)                                    | ранац, телећак |
| ролшуе (мн)           | (мн)                                   | котураљке |
| фарба (ж)             | (ж)                                    | боја за бојење, бојадисање |
| федер (м)             | (ж)                                    | опруга |
| флаша (ж)             | (ж)                                    | боца |
| флека (ж)             | (м)                                    | мрља |
| фен (м)               | (м)                                    | уређај за сушење косе, сушило за косу (види Фен (уређај))                                                                           |
| Фолксдојчери (мн)     | (мн)                                   | (види Фолксдојчери) |
| фрајла (ж)            | (с)                                    | млада жена |
| фрајер (м)            | (м)                                    | даса, мангуп, у немачком онај који иде код проститутки                                                                              |
| фруштук (м)           | (с)                                    | доручак, ужина |
| хаварија (ж)          | (ж)                                    | квар |
| хаубица (ж)           | (ж)                                    | врста артиљеријског оружја |
| хаузмајстор (м)       | (м)                                    | настојник куће |
| хауптман (м)          | (м)                                    | капетан |
| хаустор (м)           | (с)                                    | широки улаз у зграду |
| херц (м)              | (с)                                    | срце |
| хохштаплер (м)        | (м)                                    | преварант |
| цангле (м)            |                                        | клијешта |
| цигла (ж)             | (м)                                    | грађевинска опека |
| цуг (м)               | (м)                                    | воз, гутљај, промаја |
| цајтнот (м)           |                                        | мањак времена, временски шкрипац |
| Швабе                 | (мн)                                   | назив за Немце, а у Немачкој је то регија (Швабија) по којој се зове локално становништво                                           |
| шверц (м)             | (ж)                                    | кријумчарење, црна берза |
| шихта (ж)             | (ж)                                    | смена, време рада |
| шлаг (м)              | (м)                                    | улупан снег (у кулинарству) |
| шлагер (м)            | (м)                                    | оно што је баш сад у моди, опште омиљена песма за игру                                                                              |
| шлајер (м)            | (м)                                    | вео, копрена |
| шлепер (м)            | (м)                                    | камион са приколицом, тегљач |
| шлитшух (м)           | der Schlittschuh (м)                   | клизаљке за лед |
| шљака (ж)             | (ж)                                    | згура, грађевински материјал (види згура)                                                                                           |
| шминка (ж)            | (ж)                                    | козметика |
| шнајдер (м)           | (м)                                    | кројач |
| шнала (ж)             | (ж)                                    | укосница |
| шницла (ж)            | (с)                                    | одрезак (види бечка шницла) |
| шнита (ж)             | (м)                                    | кришка |
| шпајз (м)             | (ж)                                    | остава |
| шпаркаса (ж)          | (ж)                                    | штедна касица |
| шпарати               |                                        | штедјети |
| шпек (м)              | (м)                                    | сланина |
| шпенадла (ж)          | (ж)                                    | чиода, прибадача |
| шпиц (м), шпица (ж)   | (ж)                                    | врх |
| шпорет (м)            | (м)                                    | штедњак |
| шприц (м), шприца (ж) | (ж)                                    | бризгалица |
| шрафцигер (м)         | (м)                                    | одвртач, одвијач, ручни алат који служи за одвијање и завијање                                                                      |
| штангла (ж)           | (ж)                                    | шипка |
| штекер (м)            | (м)                                    | утикач |
| штикла (ж)            | , (с)                                  | потпетица, женска обућа са високом петом (види потпетица)                                                                           |
| штимунг (м)           | (ж)                                    | угођај; подешавање |
| штрајк (м)            | (м)                                    | обустава рада |
| штрик (м)             | (м)                                    | конопац за сушење рубља |
| штрикати              |                                        | вести, плести |
| штрудла (ж)           | (м)                                    | савијача, врста посластице (види штрудла)                                                                                           |
| шуцкори (мн)          | (с)                                    | заштитни војни одреди (види шуцкори)                                                                                                |
| шустер (м)            | (м)                                    | обућар |